# Noorwegen op het Eurovisiesongfestival 1978
Noorwegen nam deel aan het Eurovisiesongfestival 1978 in Parijs (Frankrijk). Het was de 18de keer dat Noorwegen deelnam aan het Eurovisiesongfestival. NRK was verantwoordelijk voor de Noorse bijdrage voor de editie van 1978.

## Selectieprocedure
Melodi Grand Prix 1978 was het televisieprogramma waarin de Noorse kandidaat werd gekozen voor het Eurovisiesongfestival 1978.
De MGP werd georganiseerd in de studio's van de NRK, te Oslo. Acht liedjes deden mee in deze finale. De winnaar werd verkozen door 9-koppige deskundige jury. 
| Volgorde | Artiest                      | Lied                          | Punten | Plaats |
| -------- | ---------------------------- | ----------------------------- | ------ | ------ |
| 1        | New Jordal Swingers          | "Spilleman"                   | 50     | 6      |
| 2        | Stein Ingebrigtsen           | "Fortsett sangen"             | 43     | 5      |
| 3        | Maj-Britt Andersen           | "Hor hva andre har fått till" | 40     | 4      |
| 4        | Anne Lise Gjøstøl            | "Min sang"                    | 20     | 2      |
| 5        | Septimus                     | "La meg bli med dig"          | 37     | 3      |
| 6        | Ingrid Elisabeth Johansen    | "Den danseglade fruen"        | 52     | 7      |
| 7        | Anita Skorgan & Georg Keller | "Prima Donna"                 | 67     | 8      |
| 8        | Jahn Teigen                  | "Mil etter mil"               | 15     | 1      |

## In Parijs
In Londen moest Noorwegen optreden als tweede, net na gastland Ierland en voor Italië. Na de stemming bleek dat Noorwegen op een  twintigste plaats was geëindigd met 0 punten. Voor de 2de keer in de geschiedenis haalde het land geen punten. Nederland had geen punten over voor de inzending. België daarentegen gaf het ook 0 punten.

### Punten gegeven door Noorwegen

#### Finale
Punten gegeven in de finale:
| 12 punten | Ierland     |
| 10 punten | Zweden      |
| 8 punten  | Israël      |
| 7 punten  | België      |
| 6 punten  | Italië      |
| 5 punten  | Zwitserland |
| 4 punten  | Monaco      |
| 3 punten  | Frankrijk   |
| 2 punten  | Finland     |
| 1 punt    | Turkije     |

1960 · 1961 · 1962 · 1963 · 1964 · 1965 · 1966 · 1967 · 1968 · 1969 · 1970 · 1971 · 1972 · 1973 · 1974 · 1975 · 1976 · 1977 · 1978 · 1979 · 1980 · 1981 · 1982 · 1983 · 1984 · 1985 · 1986 · 1987 · 1988 · 1989 · 1990 · 1991 · 1992 · 1993 · 1994 · 1995 · 1996 · 1997 · 1998 · 1999 · 2000 · 2001 · 2002 · 2003 · 2004 · 2005 · 2006 · 2007 · 2008 · 2009 · 2010 · 2011 · 2012 · 2013 · 2014 · 2015 · 2016 · 2017 · 2018 · 2019 · 2020 · 2021 · 2022 · 2023 · 2024 · 2025